# Holý kopec (Chřiby)
Holý kopec je kopec v pohoří Chřiby a stejnojmenná přírodní rezervace o rozloze 92 ha, rozkládající se okolo vrcholu (548 m n. m.), přibližně 1800 metrů západním směrem od vrchu Buchlov v okrese Uherské Hradiště. Jedná se o přirozenou lesní bučinu karpatského typu s příměsí dubu na jižní straně a s příměsí javoru a s výskytem vzácných rostlin a živočichů. Vypreparované skalní útvary zároveň vymezují část pravěkého hradiště kultury lidu lužických popelnicových polí z pozdní doby bronzové.

## Motiv ochrany
Přírodní rezervace byla vyhlášena 7. července 1999 pro ochranu přirozeného lesního komplexu s výskytem vzácných druhů živočichů a rostlinstva. Jde o jediné lesní území v Chřibech s perspektivou vývoje do podoby pralesního ekosystému.

## Flóra
Na území PR se vyskytuje mnoho vzácných druhů rostlin jako např. sněženka podsněžník (Galanthus nivalis), árón východní (Arum cylindraceum), okrotice bílá (Cephlalanthera damasonium), kruštík modrofialový (Epipactis purpurata) aj.

## Fauna
Na území PR se vyskytuje vzácný motýl martináček bukový (Aglia tau), který je zde na jaře hojný. Z obojživelníků je zde běžný mlok skvrnitý (Salamandra salamandra). Staré lesní porosty jsou významným hnízdištěm ohrožených druhů lesních ptáků.

## Galerie

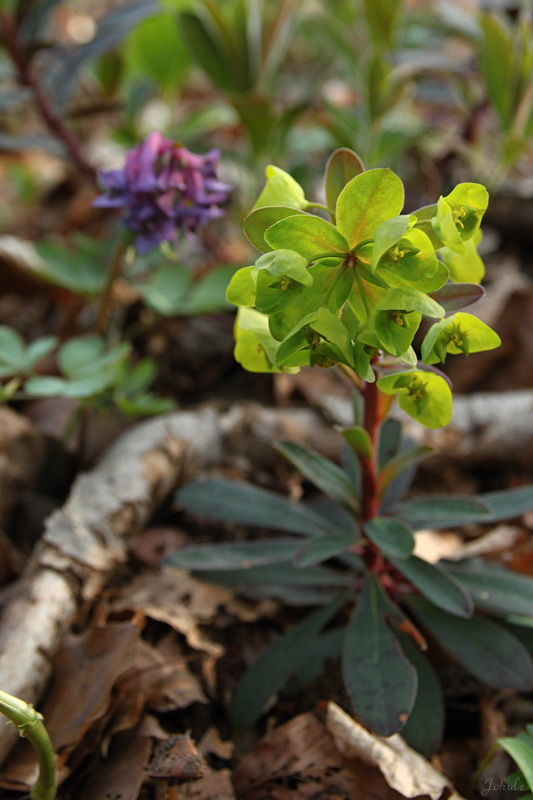
Pryšec
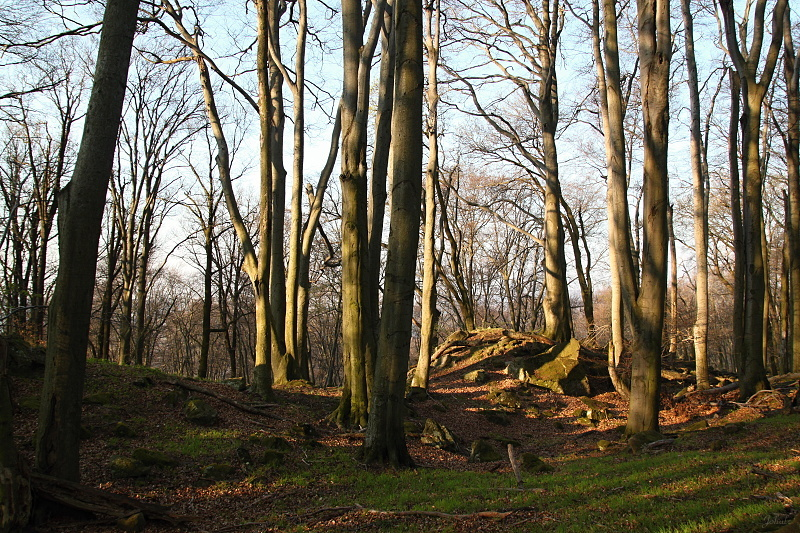
Vrcholek
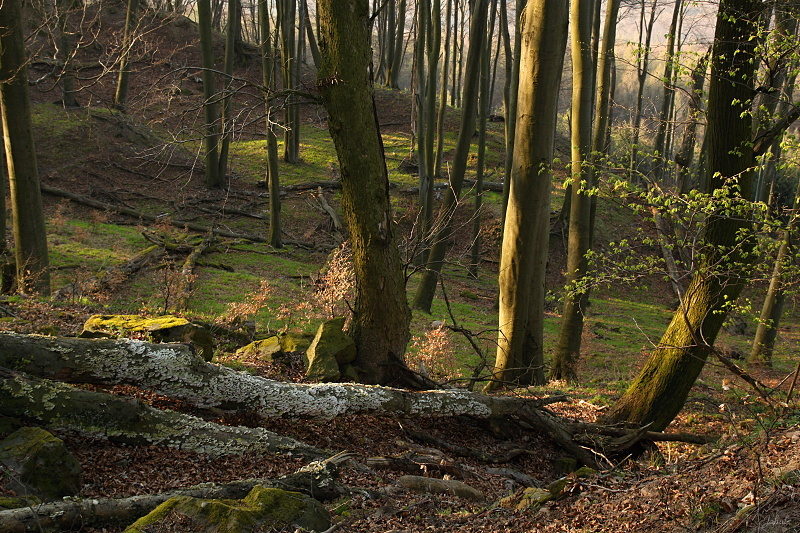
Tlející buk
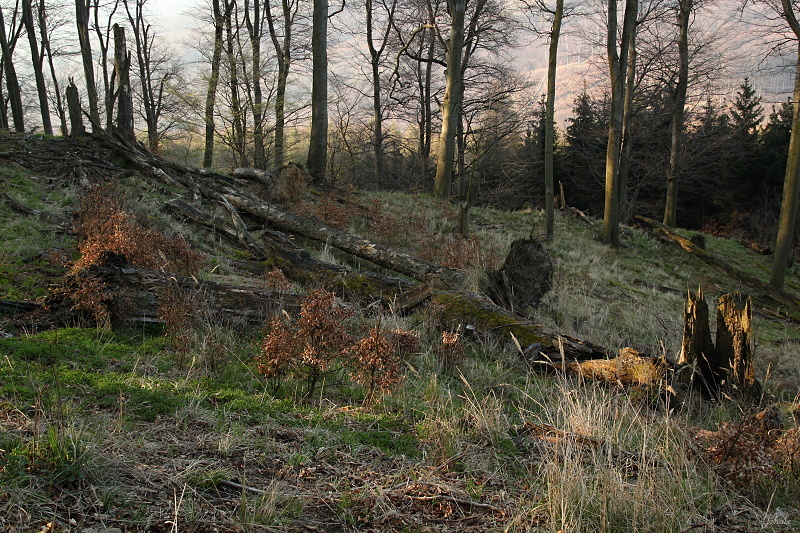
Přirozeně se obnovující les